# Лейзі-Маунтен (Аляска)
Лейзі-Маунтен (англ. Lazy Mountain) — переписна місцевість (CDP) в США, в окрузі Матануска-Сусітна штату Аляска. Населення — 1506 осіб (2020).

## Географія
Лейзі-Маунтен розташоване за координатами 61°39′27″ пн. ш. 148°55′43″ зх. д. / 61.65750° пн. ш. 148.92861° зх. д. (61.657536, -148.928502).  За даними Бюро перепису населення США в 2010 році переписна місцевість мала площу 152,34 км², з яких 151,92 км² — суходіл та 0,42 км² — водойми.

### Клімат
| Клімат : Лейзі-Маунтен  | Клімат : Лейзі-Маунтен | Клімат : Лейзі-Маунтен | Клімат : Лейзі-Маунтен | Клімат : Лейзі-Маунтен | Клімат : Лейзі-Маунтен | Клімат : Лейзі-Маунтен | Клімат : Лейзі-Маунтен | Клімат : Лейзі-Маунтен | Клімат : Лейзі-Маунтен | Клімат : Лейзі-Маунтен | Клімат : Лейзі-Маунтен | Клімат : Лейзі-Маунтен | Клімат : Лейзі-Маунтен |
| Показник                | Січ.                   | Лют.                   | Бер.                   | Квіт.                  | Трав.                  | Черв.                  | Лип.                   | Серп.                  | Вер.                   | Жовт.                  | Лист.                  | Груд.                  | Рік                    |
| Абсолютний максимум, °C | 11,7                   | 12,8                   | 12,2                   | 22,2                   | 25,0                   | 27,8                   | 27,8                   | 28,9                   | 21,7                   | 18,9                   | 11,7                   | 11,7                   | 28,9                   |
| Середній максимум, °C   | −5,2                   | −2,1                   | 1,0                    | 7,7                    | 14,2                   | 17,5                   | 18,6                   | 17,3                   | 12,8                   | 5,1                    | −2,7                   | −3,9                   | 6,7                    |
| Середній мінімум, °C    | −13,2                  | −12                    | −10,4                  | −4,2                   | 1,3                    | 5,7                    | 8,3                    | 6,8                    | 2,3                    | −4,1                   | −10,5                  | −11,6                  | −3,4                   |
| Абсолютний мінімум, °C  | −38,9                  | −36,7                  | −31,1                  | −23,9                  | −6,7                   | −1,7                   | 1,7                    | −1,7                   | −11,1                  | −19,4                  | −27,8                  | −32,2                  | −38,9                  |
| Норма опадів, мм        | 26                     | 27                     | 22                     | 13                     | 23                     | 34                     | 52                     | 79                     | 75                     | 45                     | 35                     | 43                     | 474                    |
| Днів з опадами          | 8                      | 7                      | 7                      | 4                      | 7                      | 10                     | 14                     | 16                     | 14                     | 10                     | 9                      | 10                     | 116,0                  |
| ----------------------- | ---------------------- | ---------------------- | ---------------------- | ---------------------- | ---------------------- | ---------------------- | ---------------------- | ---------------------- | ---------------------- | ---------------------- | ---------------------- | ---------------------- | ---------------------- |
| Джерело:                |                        |                        |                        |                        |                        |                        |                        |                        |                        |                        |                        |                        |                        |

## Демографія
Згідно з переписом 2010 року, у переписній місцевості мешкало 1479 осіб у 512 домогосподарствах у складі 377 родин. Густота населення становила 10 осіб/км².  Було 602 помешкання (4/км²).
Расовий склад населення:
| - 89,9 % — білих - 3,4 % — корінних американців - 0,8 % — азіатів - 0,3 % — чорних або афроамериканців |

До двох чи більше рас належало 4,9 %. Частка іспаномовних становила 3,2 % від усіх жителів.
За віковим діапазоном населення розподілялося таким чином: 28,9 % — особи молодші 18 років, 61,2 % — особи у віці 18—64 років, 9,9 % — особи у віці 65 років та старші. Медіана віку мешканця становила 38,3 року. На 100 осіб жіночої статі у переписній місцевості припадало 105,1 чоловіків;  на 100 жінок у віці від 18 років та старших — 103,9 чоловіків також старших 18 років.
Середній дохід на одне домашнє господарство  становив 97 973 долари США (медіана — 82 109), а середній дохід на одну сім'ю — 112 538 доларів (медіана — 93 472). Медіана доходів становила 71 786 доларів для чоловіків та 44 063 долари для жінок. За межею бідності перебувало 8,2 % осіб, у тому числі 13,2 % дітей у віці до 18 років та 1,7 % осіб у віці 65 років та старших.
Цивільне працевлаштоване населення становило 683 особи. Основні галузі зайнятості: освіта, охорона здоров'я та соціальна допомога — 27,4 %, науковці, спеціалісти, менеджери — 12,7 %, будівництво — 9,8 %, роздрібна торгівля — 9,4 %.